# Hill Cove
Hill Cove is een nederzetting op West-Falkland, een van de Falklandeilanden. De bewoners leven vooral van de schapenteelt. Het dorp heeft 14 inwoners (2013) en is eind 19e eeuw gesticht. Nabij Hill Cove is het enige bos van de Falklandeilanden.

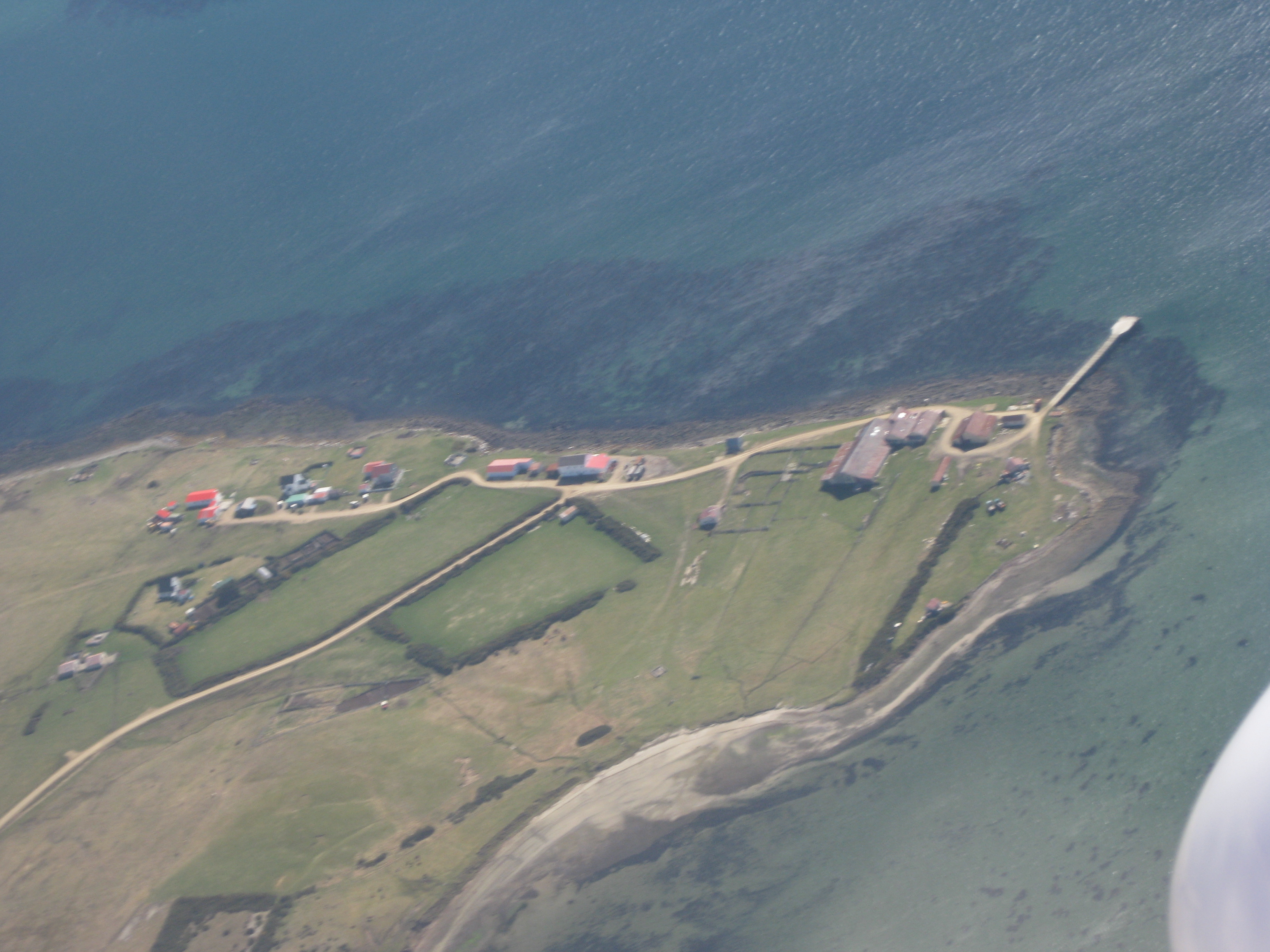
De nederzetting vanuit de lucht.